# McCartney II
McCartney II é o terceiro álbum solo do músico Paul McCartney, depois de 7 lançamentos com os Wings e um álbum creditado a Paul & Linda McCartney (Ram). Os Wings se separaram em Outubro de 1981, após o lançamento McCartney II e antes do lançamento de Tug Of War, que marca a retomada oficial da carreira solo de Paul McCartney.
McCartney II, a exemplo de McCartney, teve todos os instrumentos tocados por Paul. O álbum foi gravado em sua casa, em 16 canais, com produção do próprio Paul McCartney e supervisão técnica de Eddie Klein.

## Histórico
Após o lançamento do que viria a ser o último álbum dos Wings, Back to the Egg, Paul McCartney voltou à sua fazenda, no norte da Escócia e inicioiu uma série de gravações piloto, para testar um novo equipamento de estúdio, recém adquirido por ele. Estas gravações se iniciaram por volta do mês de Julho de 1979 e a primeira música a ser gravada foi "Check My Machine" (o que, até por isso, justifica o nome dado à música). Ao final destas sessões, McCartney havia gravado cerca de 20 músicas, sem qualquer plano imediato para lançamento em disco ou single, o que fez com que ele arquivasse tais faixas, momentaneamente. A prioridade, à época, era a preparação para uma nova turnê dos Wings, para divulgar Back to the Egg, a se iniciar no Reino Unido entre Novembro e Dezembro daquele ano.
Ao mesmo tempo, Paul lançou um single solo (seu primeiro, desde 1971), com as faixas "Wonderful Christmastime" (oriundas das sessões preliminares de McCartney II) e "Rudolph the Red-Nosed Reggae" (um outtake inédito da época entre a gravação dos álbuns Venus and Mars e Wings at the Speed of Sound).
Depois de anos de recusas legais, em virtude de seus problemas com a polícia britânica, que descobriu maconha plantada em sua fazenda, em 1973, finalmente Paul McCartney e os Wings obtiveram permissão para entrarem no Japão, para a realização de shows de divulgação do novo disco. A turnê marcava o retorno de Paul ao solo japonês desde 1966, quando os Beatles fizeram sua excursão, tocando no Budokan. A venda antecipada de ingressos para os shows fez com que a lotação se esgotasse em pouco tempo. 
Em sua chegada a Tóquio, em 16 de Janeiro de 1980, entretanto, uma revista em sua bagagem descobriu uma sacola plástica contendo 219 gramas de maconha, o que motivou a imediata prisão de Paul e o cancelamento dos shows no Japão. Os demais integrantes dos Wings retornaram à Inglaterra, permanecendo apenas Linda McCartney no país, aguardando a libertação de Paul McCartney, o que somente ocorreria 9 dias mais tarde. Durante seu tempo de reclusão, McCartney decide lançar o material gravado e engavetado no verão anterior, colocando os Wings em um período de férias.

## Músicas
Todas as composições são de Paul McCartney.
LADO 1:
1. "Coming Up" – 3:53
2. "Temporary Secretary" – 3:14
3. "On The Way" – 3:38
4. "Waterfalls" – 4:42
5. "Nobody Knows" – 2:52

LADO 2:
1. "Front Parlour" – 3:32
2. "Summer's Day Song" – 3:25
3. "Frozen Jap" – 3:40
4. "Bogey Music" – 3:27
5. "Darkroom" – 2:20
6. "One Of These Days" – 3:35

CD BÔNUS TRACK:
1. "Check My Machine" – 5:52
2. "Secret Friend" – 10:30
3. "Goodnight Tonight" – 4:21

## Versão Alternativa
Circula em bootleg, uma versão alternativa de McCartney II, chamada The Lost McCartney Album. Com material extraído de dois testes de prensagem com as sequências originais do álbum, segundo a revista Record Collector, o disco se apresentaria como álbum duplo, com algumas músicas que integraram a versão remasterizada do álbum, lançada em 2011, mais a versão completa de outras, que foram editadas e lançadas no álbum oficial. A seguir, a sequência original do disco:
LADO 1:
1. "Front Parlour" – 5:06 (versão completa)
2. "Frozen Jap" – 5:30 (versão completa)
3. "All You Horse Riders"* – 3:45
4. "Blue Sway"* – 6:04

LADO 2:
1. "Temporary Secretary" – 3:05
2. "On the Way" – 3:27 (versão mais rápida)
3. "Mr. H. Atom"* – 2:10 (com Linda McCartney nos vocais)
4. "Summer's Day Song" – 3:16 (versão instrumental)
5. "You Know I'll Get You Baby"* – 3:45
6. "Bogey Wobble" – 3:14

LADO 3:
1. "Darkroom" – 3:38 (versão completa)
2. "One of These Days" – 3:26
3. "Secret Friend" – 10:05
4. "Bogey Music" – 3:17

LADO 4:
1. "Check My Machine" – 8:39 (versão completa)
2. "Waterfalls" – 4:29
3. "Nobody Knows" – 2:44
4. "Coming Up" – 5:26 (versão completa)

## Relançamento em 2011
Uma vez que os masters originais do álbum pertencem à MPL (empresa de Paul), em 2011 este e outros álbuns foram relançados pela Hear Music/Concord Music Group, como parte do pacote de relançamentos denominado Paul McCartney Archive Collection. Foi lançado nos seguintes formatos:
- Standard Edition 1-CD: as 11 faixas remasterizadas do álbum original;
- Special Edition 2-CDs: as 11 faixas remasterizadas do álbum original, mais 8 bônus tracks no segundo CD;
- Deluxe Edition 3-CDs/1-DVD; as 11 faixas remasterizadas do álbum original, 8 bônus tracks no segundo CD, 8 bônus track no terceiro CD, um livro de 128 páginas com fotos inéditas, por Linda McCartney. O livro traz a arte da capa do disco e dos singles lançados, na época, mais curiosidades e informações sobre as gravações, faixa a faixa, complementadas por uma entrevista exclusiva de Paul McCartney sobre o disco. O DVD traz material raro e inédito (incluindo as filmagens dos ensaios de "Coming Up" e um clipe promocional para a inédita "Blue Sway";
- Vinil Remasterizado: 2 LPs, na versão "Special Edition".

### Disco 1
As 11 faixas do álbum original.

### Disco 2: CD Bônus
1. "Blue Sway" – 4:35
2. "Coming Up" (Ao vivo no Apollo Theatre, Glasgow – 17 de Dezembro de 1979) – 4:08
3. "Check My Machine" (versão contida no lado B do single "Waterfalls") – 5:50
4. "Bogey Wobble" – 2:59
5. "Secret Friend (versão completa)" – 10:31
6. "Mr H Atom" / "You Know I'll Get You Baby" – 5:55
7. "Wonderful Christmastime" (versão contida no single) – 3:47
8. "All You Horse Riders" / "Blue Sway" – 10:15

### Disco 3: Bônus 2
1. "Coming Up" [versão completa] – 5:34
2. "Front Parlour" [versão completa] – 5:15
3. "Frozen Jap" [versão completa] – 5:43
4. "Darkroom" [versão completa] – 3:45
5. "Check My Machine" [versão completa] – 8:58
6. "Wonderful Christmastime" [versão completa] – 4:15
7. "Summer's Day Song" [versão instrumental] – 3:25
8. "Waterfalls" (versão DJ edit) – 3:20

### DVD
1. "Meet Paul McCartney"
2. "Coming Up"
3. "Waterfalls"
4. "Wonderful Christmastime"
5. "Coming Up"
Ao vivo - Concert for the People of Kampuchea – 29 de Dezembro de 1979
6. "Coming Up"
Sessão de ensaios na fazenda de Paul McCartney, 1979
7. "Making the Coming Up Music Video"
8. "Blue Sway"